# Cultura de Cuba

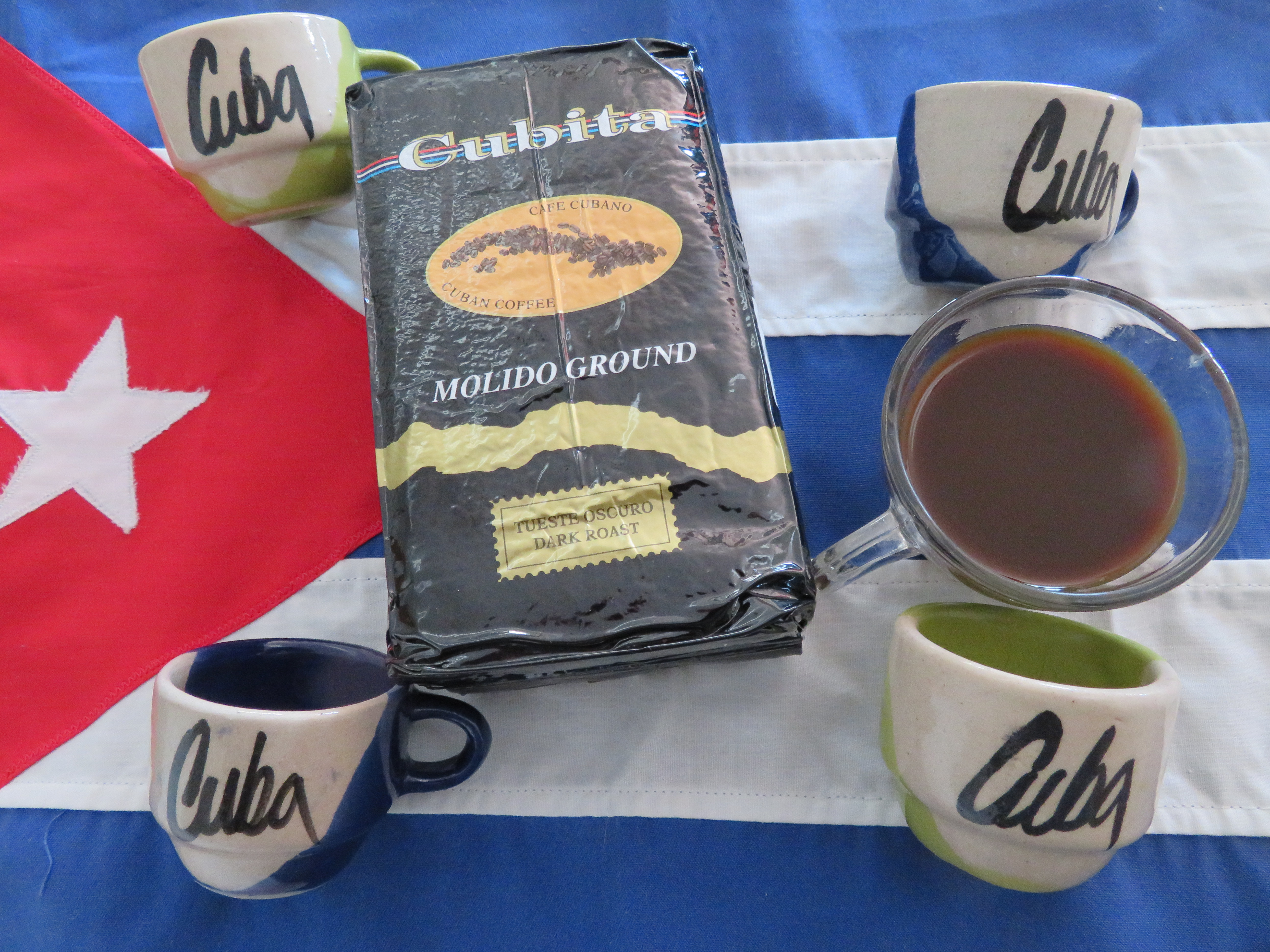
Café, xícaras de cafecito e "cafecito cubano", três emblemas culturais de Cuba.

A cultura de Cuba é uma combinação da América, Europa e África. O povo cubano e seus costumes formam uma mistura complexa de fatores e influências diferentes, muitas vezes contraditórios. Este misto de culturas presentes é evidente na música, na dança, religião, tradição e culinária.
Sendo uma nação insular na América Latina, no Caribe, tem suas raízes principais na Espanha e na África Ocidental, mas ao longo do tempo foi influenciada por vários gêneros de diferentes países, entre eles a França e suas colônias na América Latina e os Estados Unidos.

## Idioma
Os cubanos são um povo de origem mista. Quando os espanhóis chegaram, Cuba era habitada pela tribo cibonei, pelos índios arauaques, pelos guanahanabeys e pelos índios que haviam migrado do Haiti. Mas, como resultado da colonização espanhola, os indígenas foram em grande parte exterminados. A língua falada pela população hoje é a variante cubana do espanhol.